# Pavel Hapal
Pavel Hapal (Kroměříž, 27 luglio 1969) è un allenatore di calcio ed ex calciatore ceco, di ruolo centrocampista, tecnico del Baník Ostrava.

## Palmarès

### Club

#### Competizioni nazionali
- Campionato ceco: 1

Sparta Praga: 1999-2000
- Coppa di Cecoslovacchia: 1

Dukla Praga: 1989-1990
- Coppa di Germania: 1

Bayer Leverkusen: 1992-1993